# ディオフィールド クロニクル
『ディオフィールド クロニクル』（The DioField Chronicle）は、スクウェア・エニックスより2022年9月22日に発売されたゲームソフト。
対応プラットフォームはNintendo Switch・PlayStation 5・PlayStation 4・Xbox Series X/S・Xbox One・PC（Steam配信）。

## 概要
スクウェア・エニックスの新規IPによるファンタジーシミュレーションRPG。ジオラマをイメージしたビジュアルや「リアルタイムタクティカルバトル」と称した、リアルタイムストラテジーにタクティカルゲームの要素を織り込んだゲームデザインが特徴。
開発担当はランカースでスタッフィングはアートディレクションに上国料勇、キャラクターデザインにタイキ、コンポーザーにラミン・ジャヴァディとブランドン・キャンベルを起用。

## ゲームシステム
リアルタイムストラテジー形式のバトルシステムをベースし、兵科ごとのスキルと武器特性を組み合わせたキャラクターによる「リアルタイムタクティカルバトル」が展開される。
兵科
各キャラクターに設定された職種。
歩兵
近接戦闘重視の兵科。武器区分は「ダガー」「剣盾」「アックス」。
騎兵
馬や竜に騎乗する機動力重視の兵科。武器区分は「ランス」「爪」。
狙撃兵
遠距離攻撃重視の兵科。武器区分は「弓」「銃」。
魔術兵
サポート重視の兵科。武器区分は「スタッフ」「ワンド」。
魔煌丸
バトル攻略の切り札となるアイテム。入手には様々な条件を要する。

## 登場キャラクター

### メインキャラクター
傭兵団「ブルーフォックス」の4人の長。
アンドリアズ・ロンダーソン "Andrias Rhondarson"
声 - 岡本信彦
知謀に優れた「ブルーフォックス」4人の長のひとり。古代魔術にも精通。
フレドレット・レスター "Fredret lester"
声 - 諏訪部順一
「ブルーフォックス」4人の長のひとり。馬術に長けたアンドリアズの盟友。
イスカリオン・コルチェスター "Iscarion Colchester"
声 - 福山潤
「ブルーフォックス」4人の長のひとり。弓の名手。
ワルターキン・レディッチ "Waltaquin Redditch"
声 - 水瀬いのり
「ブルーフォックス」4人の長のひとり。独学で古代魔術を研究し若くして魔術兵として頭角を現す。

### サブキャラクター
アイゼレア・ウィガン "Izlair Wigan"
声 - 前田佳織里
ブルーフォックス団員。「稀代の傭兵」と謳われたゾルアックを父に持つ。
ロレイン・ルクシオ "Lorraine Luckshaw"
声 - 伊藤美来
ブルーフォックス団員。政府との連絡役も担う団の事務方。
へーザリア・シェイファム "Hezaleah Shaytham"
声 - 山田美鈴
シェイファム家王女。
ウィリアム・ヘンデ "William Hende"
声 - 津田健次郎
ヘンデ家当主。
ゾルアック・ウィガン "Zoruaq Wigan"
声 - 浜田賢二
伝説の傭兵と呼ばれるアイゼレアの父。
トレミナ・アンブルト "Tremina Umbert"
声 - 辻美優
サウスフィールドの商人の娘。民主主義に傾倒する。
キャスターヴ・ブノア "Casteve Bunnow"
声 - 寺島惇太
連合軍の騎士。ヴェルマ共和国出身。
カトリーヌ "Catherine"
声 - Lynn
グランベル聖教直属の武装組織・テンプルナイツの構成員。
エスターテ・ユーファ "Estalt Yewfere"
声 - 佐藤みゆ希
魔術兵の少年。グランベル聖教の孤児院出身。
シーヴァット・マルチン "Shivat Malzin"
声 - 古川慎
盗賊団アドウルフの長・ハディの側近のひとり。かつてはレディッチ家の使用人も務めていた。
ユーマリダ・バリアス "Umarida Bareas"
声 - 上坂すみれ
ブルーフォックス団員。近代魔術武器「ガングリット」による狙撃を得意とする。
ゼーヴァティアン・シュガル "Zevatian Schugel"
声 - 木村良平
シュヴィア帝国軍指揮官。

## 世界観・用語
ディオフィールド島

オルティナ王国
ディオフィールド島を統治しているロウテイル大陸北西の王国。
シュヴィア帝国
統制の取れた兵力により領土を拡大している、かつて盗賊だったシュヴィアによって興された国。
ロウテイル連合
対シュヴィアを目的として大陸各国が構成した連合軍。
グランベル聖教

## プロモーション
体験版
2022年8月10日（Steam版は8月11日）より配信。セーブデータは製品版へ引き継ぎが可能。
デジタルデラックス エディション
ダウンロード向け特装版。
2022年9月20日より本作をプレイ可能となるアーリーアクセス権やオリジナルサウンドトラック、本作のアートワークを収録したデジタルアートブック等が付属。
コレクターズエディション
スクウェア・エニックス e-STORE限定版。本作をモチーフとしたオリジナルボードゲームが付属。

## 漫画
本作のサイドストーリーを描いたコミカライズ『The DioField Chronicle 〜episode 0〜』が、2022年9月8日より「マンガUP!」（スクウェア・エニックス）にて4週連続で掲載されている。アンドリアズ・ロンダーソン編、フレドレット・レスター編の作画は神地あたるが務め、ワルターキン・レディッチ編、イスカリオン・コルチェスター編の作画はツカハラミノリが担当する。ゲームのストーリーの前日譚で、それぞれのキャラクターのエピソードが描かれる。